# Scarborough Fair

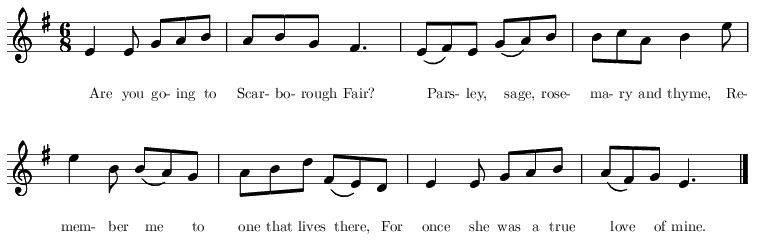
Zapis nutowy części ballady

Scarborough Fair – tradycyjna angielska piosenka. Powstanie ballady datowane jest na czasy późnego średniowiecza, kiedy w Scarborough organizowano 45-dniowy jarmark. Pieśń ukształtowała się między XVI a XVII wiekiem i przypuszczalnie powstała na bazie innej ballady, „The Elfin Knight” (nr 2 w zbiorze ballad zebranych i wydanych przez amerykańskiego folklorystę Francisa Childa).
Utwór ten wykonywało wielu artystów, m.in. Ewan MacColl i Peggy Seeger, Martin Carthy, od którego piosenkę przejęli Simon & Garfunkel, A.L. Lloyd, Mark Easley, Herbie Hancock, Al Di Meola, Sarah Brightman, Amy Nuttall, Leaves’ Eyes, My Dying Bride, Hayley Westenra z zespołem Celtic Woman, Gregorian, Marianne Faithfull, Queensrÿche, Omnia czy Scooter w piosenkach takich jak „Scarborough Affair” czy „Scarborough Re-reloaded”.
W Polsce utwór śpiewali Danuta Stenka z Maciejem Zakościelnym, Michał Zator (przy akompaniamencie harfy, koncert Wieczór ballad celtyckich, Poznań 2011), a wersję instrumentalną wykonywał zespół Skaldowie.